# Росолист
Росолист (лат. Drosophyllum) — единственный род хищных растений монотипного семейства Росолистные (лат. Drosophyllaceae), входящего в порядок Гвоздичноцветные. Род также является монотипным. Единственный вид — Росолист лузитанский (лат. Drosophyllum lusitanicum).

## Распространение и экология
Растение произрастает в Португалии, Испании и Северном Марокко, преимущественно на сухих каменистых почвах.

## Биологическое описание
Это полукустарник, обладающий хорошо развитой корневой системой. От короткого, прямостоячего, в нижней части одревесневшего стебля отходят в сторону и вверх до двух десятков длинных узких линейных листьев, длиной 20—40 см, желобчатых сверху и выпуклых снизу. Их верхняя поверхность и края густо усыпаны ловчими желёзками двух форм: сидячими и на ножках. Последние постоянно выделяют чрезвычайно липкую густую слизь, содержащую кислые полисахариды, к которой насекомые, даже крупные, накрепко приклеиваются; при этом и железистые волоски, и сами листья остаются неподвижными.
Выделение пищеварительных ферментов производят только сидячие желёзки, и лишь после того, как они получат раздражение от движения пойманного насекомого; кислое содержимое железистых волосков, попадая на сидячие желёзки, усиливает их секреторную функцию. Переваривающая способность росолиста довольно велика: в течение дня одно растение средней величины успешно справляется с добычей, состоящей из нескольких десятков крупных мух и других насекомых. Поглощение продуктов распада осуществляется, вероятно, желёзками обеих форм. Секреторные желёзки всегда находятся в более или менее прямой связи с сосудами, питающими лист. В головку желёзки проходит пучок трахеид, связанный с проводящими сосудами ножки желёзки, которые, в свою очередь, входят в сосудистую систему листа.
Цветки ярко-жёлтые диаметром около 4 см, появляются на растении группами по 3—15 штук, между февралём и маем. Плод — прозрачная коробочка с 3—10 чёрными грушевидными семенами, диаметром около 2,5 мм каждое.